# Is It True?
Is It True? (dall'inglese: è vero?) è un singolo della cantante islandese Yohanna pubblicato il 31 gennaio 2009 da EMI e compreso nell'album Butterflies and Elvis pubblicato da Warner Music.
È stato scritto in lingua inglese e composto da Óskar Páll Sveinsson, Tinatin Japaridze e Chris Neil.
Il brano, dopo aver vinto il Söngvakeppni Sjónvarpsins 2009, ha rappresentato l'Islanda all'Eurovision Song Contest 2009 di Mosca, classificandosi al 2º posto.

## Classifiche
| Classifica (2013) | Posizione massima |
| ----------------- | ----------------- |
| Belgio (Fiandre)  | 23                |
| Belgio (Vallonia) | 15                |
| Svizzera          | 9                 |
| Svezia            | 2                 |
| Finlandia         | 4                 |
| Norvegia          | 3                 |
| Danimarca         | 16                |